# Ерин-Прері (Вісконсин)
Ерин-Прері (англ. Erin Prairie) — місто (англ. town) в США, в окрузі Сент-Круа штату Вісконсин. Населення — 673 особи (2020).

## Демографія
Згідно з переписом 2010 року, у місті мешкало 688 осіб у 258 домогосподарствах у складі 200 родин. Було 267 помешкань
Расовий склад населення:
| - 95,9 % — білих - 1,2 % — азіатів - 0,3 % — корінних американців - 0,1 % — чорних або афроамериканців |

До двох чи більше рас належало 1,9 %. Частка іспаномовних становила 1,0 % від усіх жителів.
За віковим діапазоном населення розподілялося таким чином: 25,4 % — особи молодші 18 років, 64,6 % — особи у віці 18—64 років, 10,0 % — особи у віці 65 років та старші. Медіана віку мешканця становила 43,9 року. На 100 осіб жіночої статі у місті припадало 109,1 чоловіків; на 100 жінок у віці від 18 років та старших — 103,6 чоловіків також старших 18 років.
Середній дохід на одне домашнє господарство становив 115 581 долар США (медіана — 87 375), а середній дохід на одну сім'ю — 125 836 доларів (медіана — 95 938). Медіана доходів становила 51 250 доларів для чоловіків та 49 500 доларів для жінок. За межею бідності перебувало 2,3 % осіб, у тому числі 0,0 % дітей у віці до 18 років та 2,5 % осіб у віці 65 років та старших.
Цивільне працевлаштоване населення становило 451 особа. Основні галузі зайнятості: виробництво — 18,8 %, освіта, охорона здоров'я та соціальна допомога — 18,0 %, роздрібна торгівля — 14,4 %, мистецтво, розваги та відпочинок — 11,5 %.